# Pieve di San Frediano a Montignoso
La pieve di San Frediano si trova in località Montignoso, nel comune di Gambassi Terme, in provincia di Firenze, diocesi di Volterra.

## Storia
La chiesa di San Frediano, sita all'interno dell'antico castello di Montignoso, ha una storia strettamente legata con esso. Una delle prime testimonianze risale al 3 marzo 1144 quando il possesso della corte di Montignoso venne confermato ai canonici di Volterra da parte di papa Celestino II. Nel 1199 i signori di Montignoso misero le loro terre sotto la giurisdizione di San Gimignano.
L'attuale chiesa non corrisponde all'antica pieve. Questa infatti era situata in località Pisignano, poco distante da Montignoso e più a valle; è ricordata nelle bolle del vescovo di Volterra Ugo Saladini datate 1171 e 1179. Il trasferimento della sede plebana avvenne prima del 1230; infatti in un documento datato 24 gennaio 1230 si nomina il piviere di Montignoso e le sue chiese suffraganee e quindi il trasferimento dall'antica pieve di San Giovanni Battista a Pisignano era ormai compiuto. Nel 1235 il castello di Montignoso venne ceduto dai Sangimignanesi ai Volterrani come garanzia per la tregua stipulata per far cessare le ostilità tra le due parti; nel 1294 Montignoso entrò nella podesteria di Gambassi.
Negli elenchi delle decime del 1276 la Plebes Sancti Iohannis de Montetignoso risulta priva di suffraganee ma nel 1356 le chiese dipendenti erano quattro.
Il documento redatto dopo la visita pastorale del 26 aprile 1423 descrive la pieve di Montignoso come totaliter destructam. In una successiva visita apostolica del 1576 la chiesa viene descritta: extra castrum Montignosi plebania nuncupata quae baptismalis est patronato De Rubeis [....]. Deinde visitavit plebem veteri Sancti Iohannis Baptistae in castro Montignosi. Nel 1621 il rettore prete Peri fece abbattere il tetto perché minacciava di crollare. Ai primi del XVIII secolo la chiesa venne arricchita di due altari e di una nicchia per ospitare il fonte battesimale.
Nel 1920 il parroco di Montignoso era Socrate Isolani che in un suo libro descrive l'edificio: a quel tempo erano ancora in piedi la porta principale del castello e le mura prospicienti la chiesa.
Oggi presso la chiesa ha sede una comunità religiosa dell'Istituto Servi del Cuore Immacolato di Maria.

## Descrizione

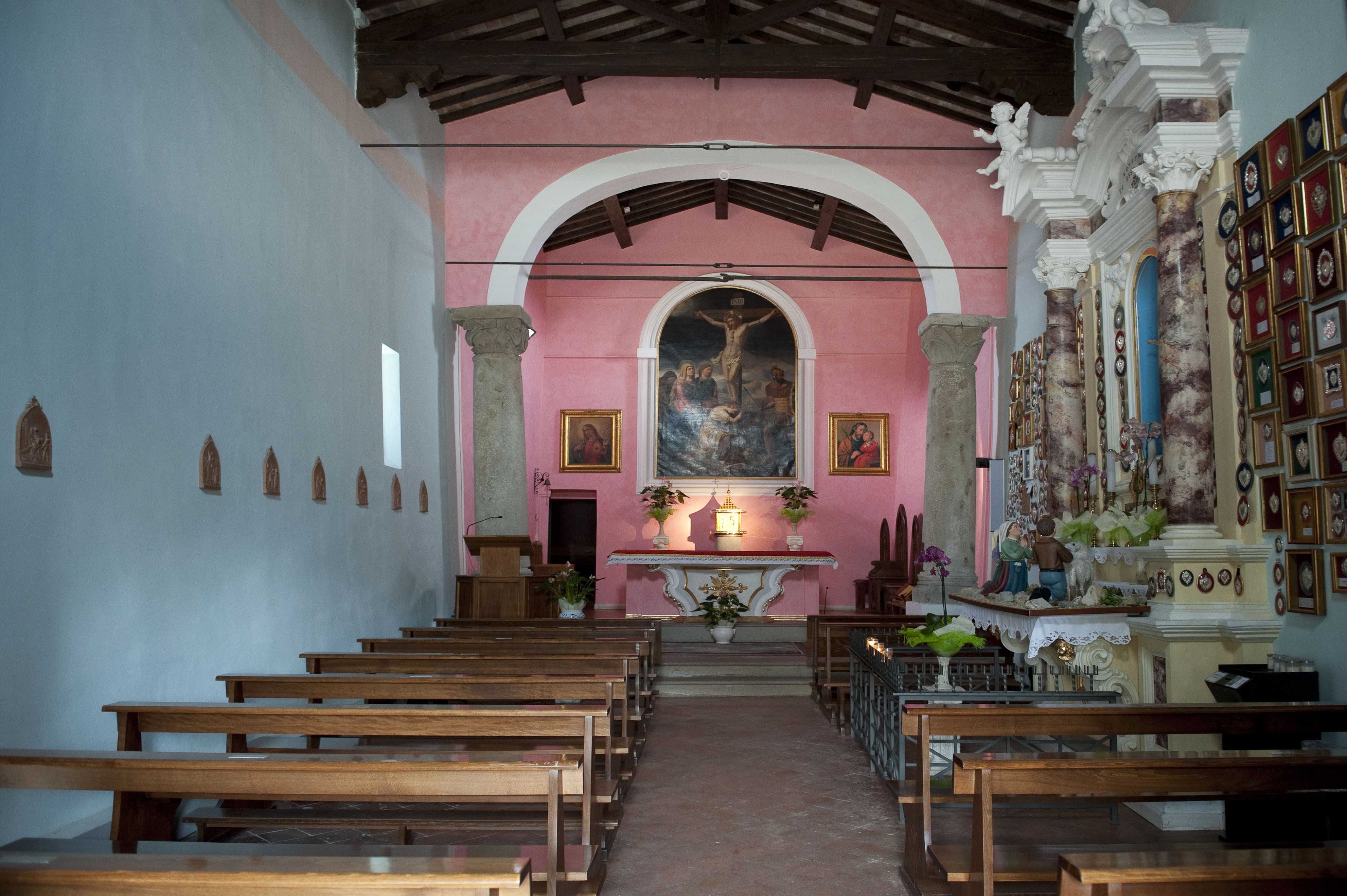
Interno

La chiesa consiste in una semplice aula rettangolare priva di abside.

### Esterno
Al centro della facciata si apre il portale composto da due mensole modanate che sorreggono l'architrave monolitico sovrastato da un arco a conci regolari. La chiesa è addossata alla struttura muraria dell'antico castello.
Tutto il paramento murario esterno è in conci di pietra alberese disposti regolarmente.

### Interno
L'interno, completamente intonacato, presenta due colonne monolitiche, forse materiale di spoglio proveniente dall'antica pieve, reggenti l'arco trionfale che divide il presbiterio dalla navata.
Nel corso del XVIII secolo furono costruiti i due altari laterali della navata.

## Piviere di San Frediano a Montignoso nel 1356
- chiesa di Quinto;
- chiesa di Sant'Andrea della Pietra, (o della Pietrina);
- chiesa di Santi Filippo e Jacopo a Camporena e Jano;
- chiesa di San Mariano a San Meriano;
- chiesa di San Jacopo a Castro.